# 플로리다 프로젝트
《플로리다 프로젝트》(영어: The Florida Project)는 2017년에 개봉한 미국의 드라마 영화이다. 숀 베이커가 감독과 각본을 맡았으며 크리스 베르고흐 역시 각본에 참여했다. 2017 칸 영화제에서 전세계 최초 상영되었다.

## 줄거리
여섯 살 소녀 무니는 어린 미혼모 핼리와 함께 월트 디즈니 월드 리조트 근처 키시미의 저예산 모텔인 매직 캐슬 인 앤 스위트에서 산다. 무니는 여름날 대부분을 감독 없이 아래층 이웃 스쿠티(핼리는 스쿠티의 엄마 애슐리가 식당에서 웨이트리스로 일하는 동안 그를 돌봐주기로 되어 있다)와 근처 퓨처랜드 인에 사는 디키와 함께 장난을 치며 보낸다. 새로운 퓨처랜드 거주자 스테이시가 세 아이가 자신의 차에 침을 뱉는 것을 발견한 후, 디키는 일주일 동안 외출 금지를 당하고, 무니와 스쿠티는 스테이시와 함께 사는 스테이시의 손녀 잰시를 만나 친구가 된다.
핼리는 최근 고객과의 성관계를 거부한 후 스트리퍼 직업을 잃었지만, 이는 이제 그녀의 TANF 혜택 자격에 영향을 미친다. 그녀는 애슐리가 직장에서 얻어오는 음식에 의존하기 시작한다. 방세를 내기 위해 고군분투하던 핼리는 무니의 도움을 받아 고급 호텔 주차장에서 관광객들에게 모조 향수를 팔기 시작한다. 한편, 무니와 스쿠티는 잰시에게 동네를 구경시켜주고 구걸해서 아이스크림을 얻는 방법 등을 가르쳐준다. 그들은 매직 캐슬의 매니저 바비를 정기적으로 불편하게 만들고, 한 번은 모텔 전원을 끊기도 한다. 그럼에도 불구하고 그는 그들을 보호해준다. 바비의 업무는 경비 보고서 작성, 마약상 퇴출, 수리 등을 포함하며, 때로는 소원한 관계인 아들 잭의 도움을 받기도 한다.
디키의 가족이 뉴올리언스로 이사한 후, 스쿠티는 디키의 가족이 남기고 간 상자에서 라이터를 발견한다. 그와 무니, 잰시는 버려진 콘도미니엄 단지에서 불을 지른다. 불을 본 애슐리는 스쿠티가 연루되었음을 알아차리고, 스쿠티가 무니나 잰시와 어울리는 것을 금지한다. 그녀는 또한 핼리와 무니와의 관계를 끊는다.
애슐리로부터의 무료 음식이 없어지고 경비원들이 호텔에서 핼리를 귀찮게 하기 시작하면서, 핼리의 재정 상황은 더욱 악화된다. 그녀는 온라인으로 성매매를 시작하고, 고객이 올 때 무니를 시끄러운 음악이 나오는 욕실에 있게 한다. 핼리와 무니가 고객의 디즈니 월드 리조트 입장권을 훔쳐 되팔려 하자, 고객이 돌아와 돌려달라고 요구한다. 바비가 고객을 쫓아내지만, 핼리의 방에 미등록 손님에 대한 제한을 적용한다. 그는 또한 핼리가 계속해서 고객을 받을 경우 그녀를 퇴거시킬 것이라고 경고한다. 절박해진 핼리는 애슐리에게 사과하고 돈을 빌리러 간다. 애슐리는 핼리가 성매매를 하는 것을 비난하고, 아들이 핼리의 매춘에 노출될 경우 그녀를 죽이겠다고 위협한다. 격분한 핼리는 스쿠티 앞에서 애슐리를 잔인하게 폭행한다.
곧이어 DCF 조사관들이 나타나 핼리와 무니에게 그들의 생활 방식에 대해 개별적으로 질문한다. 또 다른 방문에 대비하여 핼리는 마리화나를 버리고 무니에게 방을 청소하도록 돕게 한다. 그들은 더 고급 호텔로 가서 호화로운 식사를 하는데, 핼리는 이를 다른 투숙객의 방으로 청구한다. 매직 캐슬로 돌아왔을 때, 핼리의 성매매 증거를 찾은 조사관들은 두 명의 경찰관과 함께 무니를 가정위탁으로 데려가기 위해 기다리고 있다. 무슨 일이 일어나는지 완전히 이해하지 못한 무니는 스쿠티에게 작별 인사를 하려고 하고, 스쿠티는 그녀가 새로운 가족에게 갈 것이라고 말실수한다. 화가 난 무니는 조사관들에게서 도망쳐 잰시에게 작별 인사를 한다. 친구의 괴로움을 본 잰시는 무니의 손을 잡고 두 아이는 월트 디즈니 월드 리조트의 매직 킹덤테마파크로 달려간다.

## 출연
- 윌럼 더포 - 보비 힉스
- 브루클린 킴벌리 프린스 - 무니
- 브리아 비나이테 - 핼리
- 발레리아 코토 - 잰시
- 크리스토퍼 리베라 - 스쿠티
- 케일럽 랜드리 존스 - 잭 힉스
- 에이든 말리크 - 디키
- 조시 올리보 - 스테이시 할머니
- 에드워드 페이건 - 디키네 아빠
- 패티 와일리 - 앰버
- 로사 메디나 페레스 - 버사
- 멜라 머더 - 애슐리
- 샌디 케인 - 글로리아
- 짐 R. 콜먼 - 캐비
- 앤드루 로마노 = 신혼부부 남편
- 카롤리나 그라보바 - 신혼부부 아내
- 테리 앨런 존스 - 패트리스
- 카렌 카라굴리안 - 나레크
- 칼 브래드필드 - 찰리 코치먼
- 샤일 카미니 람차란 - 아라비안 나이트 오너
- 킷 설리번 - 아라비안 나이트 매니저 지미
- 메이슨 블레어 - 투어리스트 존
- 로런 오퀸 - 아동보호국 수사관
- 세실리아 키넌 - 아동보호국 감독관

## 기타
- 미술: 스테포닉 유스
- 세트: 커트 토레슨
- 의상: 페르난도 로드리게스
- 배역: 카멘 쿠바